# Генералич, Иван
Иван Генералич (хорв. Ivan Generalić, 21 декабря 1914, Хлебине — 27 ноября 1992, Копривница) — родоначальник Хлебинской школы, классик хорватского и мирового наивного искусства, выдающийся художник XX столетия.

## Биография
Иван Генералич родился 21 декабря 1914 года в подравском селе Хлебине, неподалёку от г. Копривницы, в бедной крестьянской семье. В период с 1921 по 1926 год, Г. получил основное образование — 5 классов сельской школы. Вместе с родителями занимался сельским хозяйством, в свободное время рисовал. В пятнадцатилетнем возрасте Г. знакомится с академическим художником Крсто Хегедушичем (1901—1975), одним из основателей прогрессивного художественного объединения «Земля» и под его наставничеством начинает системно заниматься рисованием. В программу группы «Земля» вносится пункт — «работа с крестьянскими художниками из Хлебине» и появляется т. н. «Сельская художественная школа в Хлебине» или кратко «Хлебинская школа». Впервые работы её «учеников» — И. Генералича и Ф. Мраза, были представлены на III выставке группы «Земля» в Художественном павильоне в Загребе 13 сентября 1931 года. Эта дата считается началом возникновения хорватского наивного искусства.
В 1934 году Г. женится на Анке Коларек, в 1935 у них рождается сын Йосип, в будущем также известный наивный художник. Г. продолжает участвовать в выставках группы «Земля» — 1932, 1934,1935 (Загреб), 1934 (София), 1935 (Белград). Для подтверждения и закрепления личного успеха Г. очень важна его совместная выставка с Ф. Мразом и Мирко Вириусом, которая состоялась в Загребе в 1936 г., а также издание «Сборника хорватских крестьян», где опубликована его биография с репродукциями работ. В 1937 году проходит персональная выставка в Нови-Сад, в 1938 году в Загребе.
После Второй мировой войны Генералич становится центральной и доминантной фигурой Хлебинской школы. Собрав вокруг себя талантливую сельскую молодежь — он так же, как когда-то Хегедушич, дает им основные наставления для занятия живописью.
В 1952 году в Загребе основана Крестьянская художественная галерея, в дальнейшем Галерея примитивного искусства, и с 1994 г. Хорватский музей наивного искусства. Значительную долю постоянной коллекции занимают работы Ивана Генералича.
В 1953 году происходит ключевое событие в творческой карьере Генералича. В Париже организуется персональная выставка художника, вызвавшая большой интерес со стороны публики и критики. С успеха данной выставки начинается проникновение искусства Генералича и Хлебинской школы в более широкое европейское пространство.
В середине пятидесятых Г. сближается и начинает тесно сотрудничать с искусствоведом, руководителем Галереи примитивного искусства Миче Башичевичем.
В 1954 году Г. приглашен на должность учителя черчения и рисования в восьмилетнюю школу Хлебине, где он работает до 1958 года.
В 1955 году творчество Г. и других авторов Хлебинской школы было представлено на престижном III биеннале в Сан-Паулу (Бразилия). Крсто Хегедушич, как живописец получил одну из главных наград, а Генералич достойно представил Хлебинскую школу и продолжил утверждать свою международную репутацию.
В 1958 году картины Г. представлены вместе с работами многих выдающихся мировых художников первой половины XX века на известной выставке «50 лет современного искусства» в Брюсселе. Участие в таком грандиозном мероприятии и последующее приглашение организовать персональную выставку в Брюссельском дворце изобразительных искусств полностью подтвердило международное значение Ивана Генералича и других художников Хлебинской школы.
В середине шестидесятых годов Г. начинает работать с известным швейцарским галеристом Бруно Бишофбергером.
В Братиславе в 1969 году на Всемирном триеннале наивного искусства INSITA международное жюри провозгласило Ивана Генералича единственным живущим художником среди классиков мирового наива.
В 1975 году умирает его супруга Анка. С 1977 года Г. живёт попеременно в Сигетеце и Примоштене. В 1980 году Г. женился на Розе Лончарич, с которой провел всю оставшуюся жизнь. В том же году Г. подарил двадцать своих картин Галерее наивного искусства в родном селе Хлебине, на основе которых создана музейная коллекция Ивана Генералича.
За время его творческой карьеры было подготовлено свыше 70 персональных выставок. Работы Г. приняли участие в сотнях коллективных выставок, среди которых наиболее важные мировые и европейские фестивали наивного искусства. Художник проиллюстрировал множество книг, занимался театральной сценографией. О его творчестве опубликовано восемь монографий, некоторые из которых переведены на несколько языков.
Иван Генералич умер 27 ноября 1992 в больнице г. Копривница. Похоронен в селе Сигетец, вблизи села Хлебине. За вклад в хорватскую культуру Иван Генералич был посмертно награждён орденом Danice hrvatske s likom Marka Marulića.

## Периоды творчества
Художественное творчество Ивана Генералича можно разделить на несколько стилистических и поэтических этапов или периодов: «детский» период с 1930 по 1932/33; период «Земли» с 1932/33 по 1936/37; лирический период с 1936/37 по 1945; период социальной реальности и тенденциозного реализма с 1947 по 1950/51; время зрелости и международного признания с 1952 по 1961/62; период личного маньеризма между 1963 и 1973/74; время нового синтеза и позднего творчества с 1974 по 1992.

### Начальный период с 1930 по 1932/33 гг.
Начальный или «детский» период. Присутствуют неловкость в изображении, «плоскостное» видение, подражание и копирование. Генералич работает, в основном, в технике акварели: «Хусовцы в снегу» 1930; «Хлебинские свинопасы» 1931; «Талайчев мост» 1931; «Ярмарка в Новиграде Подравском» 1931.

### Период «Земли» — с 1932/33 по 1936/37 гг.
Социально ангажированный период под влиянием К.Хегедушича, а также тематики и поэтики прогрессивной художественной группы «Земля». Пора становления Генералича как художника, как творческой личности.
Новые работы характеризуются локальным цветом, стилизацией, абстрагированием от деталей. В этом периоде, как пишет исследователь творчества Г. Владимир Црнкович — «художник изображает типичные сельские мотивы с социальной нотой: свинопасов, деревенские праздники, шествия, похороны, гулянья, ряженых, конфискацию доходов, конфликты крестьян и жандармов».
Наиболее известные работы этого периода: «Свинопас» 1933; «Реквизиция» 1934; «Похороны Штефа Халачека» 1934; «Цыганские сваты» 1936; «Делековецкое восстание» 1936; «Бистрицкие нищие» 1937.

### Лирический, т. н. период «Бельканто» — с 1937/38 гг. до 1945 г.
В конце тридцатых годов Генералич отходит от изображения явной социальной тематики, изменения проявляются во всем — мотивах, поэтике и технике. Художник сосредотачивается на пейзаже; на картинах становится всё больше воздуха и всё меньше человеческих лиц и фигур. Особое внимание уделяется изображению леса, отдельных деревьев, трав и растений, полей, затопленных лугов и облачного неба. Генералич определяет для себя пейзажный мотив как основное, а порой и единственное средство для достижения выразительности в картине. Владея и пользуясь реалистичным изображением деталей, автор трактует и размещает их произвольно, тем самым как бы нарушая реалистическое строение полотна. Генералич не пишет «реальный пейзаж», а всего лишь обобщение, и в то же время ему удается создать свой, абсолютно индивидуальный, неповторимый стиль.
Главные герои по-прежнему крестьяне в своих ежедневных заботах: сборщики урожая, жнецы, пастухи, свинопасы; нередки мотивы сельских дворов — осенних, зимних и т. д. В сюжетах картин не стало рассказов, историй; повествование уступило место описанию настроения и атмосферы — пейзажи нередко изображаются на фоне закатов и ранних рассветов. Художник часто прибегает к изображению «коралловой» растительности — оголенные деревья, переплетение бесчисленных веток и веточек, выполненные с большой виртуозностью. Происходят изменения и в технике: вместо масла на холсте, картоне и доске Г. начинает рисовать темперой и маслом на стекле, картины создаются в небольших форматах.
Известные работы этого периода: «Коровы в лесу. Из Билогорья» 1938; «Жнецы. Полдень» 1939; «Джурины дворы» 1939; «Остров» 1940; «Сгребание листвы» 1943; «Под грушей» 1943.

### Период социальной реальности и тенденциозного реализма с 1947 по 1950/51 гг.
Начиная с 1946 года происходят значительные изменения в тематике и поэтике творчества Г. — художник все больше удаляется от преобладавшего прежде лиризма, романтического изображения сельского ландшафта, ориентируясь на относительно строгий, реалистичный подход. Под натиском новой, сильно идеологизированной реальности, вызванной послевоенными политическими и общественными изменениями, Г. следует вслед за ними и в своем творчестве. Вместо крестьян, их каждодневного и природного окружения — в полях или на пашне, в лесу или на сельском дворе — мы видим фронтовиков, женские бригады на строительстве зданий, дорог, железных путей, тоннелей и т. д. Вместо коров, свиней и кур на полях или во дворах, на картинах присутствуют тракторы и артельщики, «новые труженики», занятые строительством и восстановлением разоренного и разрушенного войной хозяйства.
Между тем, все эти годы Г. продолжал идти путем своих прежних доминантных тематических решений, изображая жатву, сбор урожая, уборку сена, коров в лесу, чистые пейзажи, особенно зимние, и т. д., но без прежней, характерной и преобладающей, лирической энергетики.
В тот период как бы параллельно существовали два различных Генералича — один «официальный», с примерами политически ангажированной и навязанной тематики, другой, который рисует для себя, из личных побуждений, который и далее пытается найти совершенство в изображении и эстетике.
Кроме сцен из народно-освободительной борьбы и сельской жизни, Г. пишет множество портретов. Вероятно, это внутренняя потребность художника испытать себя в другом жанре, который не терпит суеты и торопливости.
Наиболее интересные работы: «Сбор урожая» 1946; «Цыгане» 1947; «Портрет пожилого мужчины (Л.Коларек)» 1948; «Портрет Франьо Гажи» 1950; «Портрет отца» 1951.

### Период с 1952 по 1961/62 гг. — время зрелости и международного признания.
С персональной выставки в Галерее Югославии в Париже, в 1953 году, начинается международное признание Генералича. Слова известного писателя Марселя Арлана открывавшего выставку и написавшего предисловие для каталога будут цитироваться Г. всю оставшуюся жизнь: — «Сдержанная мелодия, которая звучит из его картин в настоящий момент — это мелодия одного человека, одного народа и одного края… И всегда между людьми, животными и природой происходит какой-то интимный диалог: жёлтая корова, лошадь под голубой попоной в равной мере такие же участники, как эти холмы, крестьяне и деревья. Человек там — это сам Генералич, который из своего детства, из края тех коров и коней, под этими деревьями, между этими крестьянами, из их общей истории создал свою собственную историю и мечтает показать её другим… Родила его земля, обладает он её простотой, мудростью и очарованием. Не нужны ему другие провожатые».
В начале пятидесятых годов Г. начинает рисовать натюрморты как отдельный мотив. На них изображены типичные продукты представляющие скромную крестьянскую еду: кукурузный хлеб, твердый сушеный сыр, яблоки, и традиционные крестьянские глиняные кувшины с водой и простоквашей.
В этот период Г. пишет несколько интересных работ с ночными сценами: «Огонь» 1953; «Пожар» 1953"; «Ведьма» 1954; «Суд Божий» 1958.
С середины пятидесятых Г. вводит и использует в своем творчестве символику, фантастические и аллегорические элементы: «Кот на столе» 1954; «Белый олень» 1956. Именно тогда автор выводит на картины образ петуха, одного из главных и любимых своих персонажей: «Ощипаный петух» 1954;;«Петух на крыше. Пожар» 1956; «Повешенный петух» 1959.
В конце пятидесятых Г. создает самые известные произведения: «Смерть Вириуса» 1959; «Наводнение» 1959; «Мое ателье» 1959. в том числе впервые картины большого формата: «Оленьи сваты» 1959; «Адам и Ева» 1959; «Дровосеки» 1959; «Единорог» 1961; «Солнечное затмение» 1961. Образы и сюжеты новых работ требуют понимания контекста при их создании и знания символики отдельных элементов.

### Период личного маньеризма — между 1963 и 1973/74 гг.
С 1963 года в творчестве Г. все больше присутствует повествование, множество работ выделяется ярко выраженной театральностью. Композиции своих картин художник выстраивает по принципу театральных декораций — помещает в центр картины своих персонажей и окружает, словно кулисами, изображениями пейзажа или элементами сельской архитектуры. Многие работы носят ярко выраженный декоративный характер.
Художник пишет несколько известных работ с образом петуха: «Распятый петух» 1964; «Петух» 1966; «Моя Мона Лиза» 1972, тем самым прочно закрепляя изображение петуха, как символ Подравины и Хлебинской школы.
В этот период Генералич пишет авторские повторения своих известных работ и вариации наиболее успешных.

### Время нового синтеза и позднего творчества с 1974 по 1992 гг.
На этом этапе автор показывает новые изменения в мотивах, стиле и поэтике. Все значительно упрощается, выделяется наиболее существенное и важное, палитра сводится к нескольким основным цветам. Появляются большие работы с абстрактным фоном и подчеркнутым минимализмом: «Пески» 1975; «Маска с трубой» 1975; «Рабочий» 1976. В этом периоде художник сосредотачивается на экзистенциальных вопросах, таких как одиночество, быстротечность жизни и неизбежность смерти: «Автопортрет» 1975; «Смолекова зима» 1975. В то же время параллельно с новыми работами продолжают создаваться произведения повествовательного характера, с детальным описанием подробностей и прежним богатством красок.